# .ye
.yeはイエメンに割り当てられている国別コードトップレベルドメイン(ccTLD)。